# Kyselov
Kyselov (Duits: Giesshübel) is een voormalige gemeente, tegenwoordig onderdeel van Olomouc. Tot het einde van de tweede wereldoorlog was de meerderheid van de bevolking van Kyselov Duitstalig en maakte het deel uit van het Taaleiland Olomouc.

## Geschiedenis
- 1364 – De eerste schriftelijke vermelding van Kyselov als Gyssaw.
- 1466 – Jiří z Poděbrad (Joris van Podiebrad) schenkt Kyselov aan de burger Mikuláš Erlhaupt.
- 1481 – De weduwe van Mikuláš Erlhaupt verkoopt Kyselov aan de stad Olomouc.
- 1850 – Met de invoering van gemeenten wordt Kyselov onderdeel van de gemeente Nemilany.
- 1851–1854 – Op de Zlatý kopec (Duits: Goldberg) bij Kyselov wordt Fort XI Slavonín gebouwd als onderdeel van de Stelling van Olomouc.
- 1877 – Kyselov wordt een zelfstandige gemeente.
- 1950 – De gemeente wordt bij Slavonín gevoegd.
- 1974 – Kyselov wordt net als de rest van Slavonín bij Olomouc gevoegd.

Bělidla ·
Černovír ·
Droždín ·
Chomoutov ·
Chválkovice ·
Hejčín ·
Hodolany ·
Holice ·
Klášterní Hradisko ·
Lazce ·
Lošov ·
Nedvězí ·
Nemilany ·
Neředín ·
Nová Ulice ·
Nové Sady ·
Nový Svět ·
Olomouc-město ·
Pavlovičky ·
Povel ·
Radíkov ·
Řepčín ·
Slavonín ·
Svatý Kopeček ·
Topolany ·
Týneček